# Winnetou (stripreeks van Arranz)
Winnetou is een Spaanse stripreeks gebaseerd op de verhalen van Karl May. De strips werden geschreven en getekend door Juan Arranz.

## Inhoud
Winnetou is het opperhoofd van de Apachen. Vervolgens komt de landmeter Old Shatterhand in opdracht van de Amerikaanse spoorwegen naar zijn gebied. De twee zijn eerst vijanden, maar worden later bloedbroeders.

## Publicatiegeschiedenis
Arranz vond moeilijk werk in zijn thuisland Spanje en probeerde dan werk te vinden in Nederland bij uitgeverij De Spaarnestad. Hij tekende daar vanaf 1963 deze stripreeks voor het stripblad Sjors tot hij in 1970 terug verhuisde naar Spanje. Er verschenen in Sjors in die periode 7 lange verhalen en 6 korte verhalen van hem.

## Verhalen

### Alle verhalen in Sjors
Onderstaande verhalen verschenen in het tijdschrift Sjors en zijn allemaal geschreven en getekend door Juan Arranz.
| Titel                             | Aantal pagina's | Publicatiejaar Sjors |
| --------------------------------- | --------------- | -------------------- |
| De man van de prairie             | 104             | 1963-1964            |
| Old Shatterhand en Winnetou       | 104             | 1964-1965            |
| De zoon van de berejager          | 52              | 1965-1966            |
| De geest van Llano Estacado       | 52              | 1966                 |
| De schat in het Zilvermeer        | 104             | 1966-1968            |
| Old Surehand, de onoverwinnelijke | 52              | 1969                 |
| Strijd om de oase                 | 52              | 1970                 |

### Korte verhalen
De Spaarnestad gaf in de jaren 60 af en toe een vakantiealbum uit met allerlei korte verhalen genaamd Plezier met Sjors. Hierin verschenen ook korte verhalen van deze reeks getekend door Juan Arranz.
| Titel                                        | Aantal pagina's | Uitgavejaar |
| -------------------------------------------- | --------------- | ----------- |
| Old Shatterhand en de paardendieven          | 8               | 1964        |
| Old Shatterhand en de prairiedief            | 8               | 1965        |
| Winnetou komt op tijd                        | 8               | 1965        |
| Old Shatterhand en de dood van Wilde Mustang | 8               | 1966        |
| Old Shatterhand volgt het spoor              | 8               | 1966        |
| De gieren van de Llano Estacado              | 8               | 1967        |
| Overval op de postkoets                      | 8               | 1968        |

### Albums
De verhalen uit Sjors verschenen als stripalbums bij verscheidene uitgeverijen.

#### De Spaarnestad
Onderstaande albums verschenen bij uitgeverij De Spaarnestad. De eerste 4 albums bevatten de eerste twee gelijknamige verhalen die in Sjors verschenen. Het vijfde album bevat de verhalen  De zoon van de berejager en  De geest van de Llano Estacado.
- De man van de prairie deel 1 (1966)
- De man van de prairie deel 2 (1966)
- Old Shatterhand en Winnetou deel 1 (1966)
- Old Shatterhand en Winnetou deel 2 (1967)
- Llano Estacado (1968)

#### Amsterdam Boek
Onderstaande albums verschenen bij uitgeverij Amsterdam Boek. De albums in de reeks Winnetou en Old Shatterhand bevatten de gelijknamige verhalen die eerder in Sjors verschenen. De eerste 2 albums in de reeks Karl May strip bevatten de eerste 2 verhalen die in Sjors verschenen. Het derde album in Karl May strip bevat het gelijknamige verhaal dat in Sjors verscheen. Het vierde album in die reeks bevat de verhalen Old Surehand, de onoverwinnelijke en Strijd om de oase. De delen 3 en 4 zijn niet op enige andere wijze uitgegeven.
Winnetou en Old Shatterhand
1. De zoon van de berejager (1972)
2. De geest van de Llano Estacado (1972)

Karl May strip (pocket-uitgaven in twee-kleurendruk)
1. Winnetou, de held van de prairie (1975)
2. Old Shatterhand en Winnetou (1975)
3. De schat in het Zilvermeer (1976)
4. Old Surehand, de onverschrokkene (1976)

#### Oberon
Onderstaande albums verschenen bij uitgeverij Oberon. Deel een en twee zijn gelijk aan de uitgaven "Winnetou, de man van de prairie" deel 1 en 2. De tekst wijkt enigszins af (meer Engelse uitroepen), groter lettertype, het "logo" van de even pagina's is vervangen door een extra tekeningetje. De bladspiegel is omgedraaid. Deel drie is het equivalent van "Old Shatterhand en Winnetou", deel 1, met een afwijkend (korter) eind. Het vierde album van de oorspronkelijk uitgave (Old Shatterhand en Winnetou", deel 2) is in deze heruitgave niet opgenomen. Mogelijk omdat Winnetou in dit deel sterft (?).
1. Het grote opperhoofd (1981)
2. Old Shatterhand (1981)
3. Sans-ear, de woudloper (1981)
4. De zoon van de berejager (1981)
5. De geest van de Llano Estacado (1982)